# Africa Cup U19 2011
El Africa Cup U19 A del 2011 fue la quinta edición del torneo de rugby juvenil para naciones africanas.

## Participantes
- Selección juvenil de rugby de Kenia
- Selección juvenil de rugby de Madagascar
- Selección juvenil de rugby de Namibia (Namibia U19)
- Selección juvenil de rugby de Zimbabue (Sables U19)

## Posiciones Finales
| Pos | Equipo     |
| --- | ---------- |
|     | Zimbabue   |
|     | Namibia    |
|     | Kenia      |
| 4   | Madagascar |

| Bandera de Zimbabue |
| Campeón Zimbabue    |
| Tercer título       |